# Desa Kalibening (administrativ by i Indonesien, lat -7,25, long 109,63)
Desa Kalibening är en administrativ by i Indonesien.   Den ligger i provinsen Jawa Tengah, i den västra delen av landet, 300 km öster om huvudstaden Jakarta.